# Business Insider
Insider, по-рано наричан Business Insider (BI, букв. „бизнес информатор“), е базиран в Ню Йорк мултинационален уебсайт за финансови и бизнес новини, основан през 2007 г. От 2015 г. немската издателска къща Axel Springer SE притежава мажоритарен дял в Insider Inc., която е родителската компания на Business Insider. Insider управлява няколко международни издания, включително в Австралия, Индия, Малайзия, Индонезия, Сингапур, Китай, Великобритания, Германия и Южна Африка. Освен това предоставя услуги на националните езици на Германия и Полша.
Insider публикува оригинални доклади и обобщава материали от други издания. От 2011 г. поддържа либерална политика относно използването на анонимни източници. Той също така публикува местни реклами и предоставя на спонсорите си редакционен контрол върху съдържанието. Изданието е номинирано за няколко награди, но също така е критикувано за използването на фактически неверни заглавия, служещи за примамка за кликване, за да привлече посетители.
През 2015 г. Axel Springer SE придобива 88% от дела в Insider Inc. за 343 млн. щ.д. (€306 милиона), което предполага обща оценка от $442 милиона. През февруари 2021 г. марката е преименувана просто на Insider.
Business Insider е един от водещите световни новинарски портала, със специален стил на агрегатиране и обработка на информацията.
За разлика от аналитичните агенции (като Gartner), в Business Insider аналитичните новини обикновено се публикуват с коментари в рамките на няколко часа след наличието им, без да се чака сравнение с корпоративните финансови отчети, но винаги информацията се базира на авторитетни източници.
По независими данни, през 2011 г. месечната аудитория на портала е достигнала 7,8 млн. души. По данни на Amazon Alexa порталът влиза в числото на четиристотинте най-големи сайтове в света. По данни на самия портал, които се основават на Google Analytics, той е имал 20 милиона посетители месечно през 2012 г.
Сайтът е създаден през февруари 2009 г., централата му е в Ню Йорк. Основан е от създателя на DoubleClick и бивш негов главен изпълнителен директор Кевин П. Райън (Kevin P. Ryan) въз основа на проектите Silicon Alley Insider (стартиран на 16 май 2007 г.) и Clusterstock.